# Lewis Taylor
Lewis Taylor ist ein britischer Soul- und Funkinterpret und Multiinstrumentalist.
Er ist der Sohn geschiedener jüdischer Eltern und stammt aus dem Norden von London.
Nachdem er als Gemüsehändler gearbeitet hatte, nahm er in den 1980er Jahren unter dem Pseudonym „Sheriff Jack“ zwei LPs auf, deren melodiöser Psychedelia-Rock Kritiker zu Vergleichen mit Jimi Hendrix oder Prince verleitete.
Später arbeitete er wieder unter seinem richtigen Namen. Das Debütalbum war das selbstbetitelte „Lewis Taylor“ aus dem Jahre 1997. Das Album wurde von Kritikern bejubelt. Lewis hatte nahezu alle Instrumente selber eingespielt. Die Songs zeichneten sich durch verschachtelte Strukturen, Virtuosität und zum Teil kryptische Songtexte und -titel aus. Der kommerzielle Erfolg blieb jedoch aus.
Dieses Manko sowie die mangelnde Unterstützung durch Major-Labels zieht sich auch durch seine weitere Karriere. Von seinen Fans dagegen wird Lewis Taylor als musikalisches Genie gesehen.
Den letzten Anlauf unternahm Lewis Taylor mit dem „Lost Album“, welches sich deutlich von den Vorgängern unterscheidet. Es ist eher eine Hommage an anspruchsvollen 1970er-Jahre-Pop und erinnert im Stil unter anderem an Brian Wilson.
2006 kündigte Taylor an, nicht mehr in der Musikindustrie zu arbeiten und nicht mehr aufzutreten.

## Diskografie

### AlsSheriff Jack
- 1986: Laugh Yourself Awake (Midnight Music)
- 1987: What Lovely Melodies! (Midnight Music)

### AlsLewis Taylor
- 1996: Lewis Taylor (Island Records)
- 2000: Lewis II (Island Records)
- 2004: Stoned Part I (Slow Reality)
- 2004: Stoned Part II (Slow Reality)
- 2005: LTD Edition 2004 (Slow Reality)
- 2005: The Lost Album (Slow Reality)
- 2022: Numb (Slow Reality)
- 2023: The Acoustic Album (Slow Reality)